# Adam Probosz
Adam Probosz (ur. 20 maja 1967 w Cieszynie) – polski aktor teatralny i filmowy, prezenter telewizyjny, dziennikarz oraz komentator sportowy.

## Życiorys
Syn Stanisława i Franciszki Proboszów, dorastał wraz ze starszymi braćmi - Markiem i Piotrem w Żorach. W wieku trzech lat wystąpił w baśni w Domu Kultury w Żorach, gdzie pracowała jego matka. Prawdziwą karierę zaczął jako jedenastolatek, kiedy Hubert Oberaj, jego "przyszywany" wujek, przeczytał w gazecie ogłoszenie o naborze chłopców do serialu Grzegorza Warchoła Gazda z Diabelnej (1979). Później zagrał w kinowej adaptacji powieści Emila Zegadłowicza Zmory (1979) w reżyserii Wojciecha Marczewskiego. Najbardziej pamiętany z roli Księcia Mateusza w filmie Akademia Pana Kleksa (1983) w reżyserii Krzysztofa Gradowskiego Od 14 roku życia mieszkał w Istebnej, od 1985 roku w Warszawie.
W 1987 wyjechał na rok do Stanów Zjednoczonych na zaproszenie American Film Institute. W 1996 na antenie TVP1 prowadził teleturniej dla dzieci pt. Król zwierząt, a w latach 2003–2005 magazyn ekologiczny Śmietnik.
W roku 1990 ożenił się z Moniką Świtek. Ma dwie córki: Alicję (1993) i Michalinę (2006), oraz wnuka Oskara (2021).
Od 2001 komentuje wyścigi kolarskie oraz wybrane sporty zimowe na kanale sportowym Eurosport.
W 2024 otrzymał nagrodę Lifetime Achievement Award World Bicycle Day of the United Nations, co oznacza nagrodę za całokształt pracy i promocję kolarstwa.

## Filmografia

### Filmy fabularne
- 2003: Rozwód, czyli odrobina szczęścia w miłości jako Cichy
- 1993: Samowolka jako ogon
- 1993: Balanga jako uczeń
- 1988: Gdzieśkolwiek jest, jeśliś jest... (Wherever you are) jako psychicznie chory chowający się za drzewem
- 1988: Przeprawa jako „Odwet”, członek oddziału AK
- 1984: Czas dojrzewania jako narkoman Olek
- 1984: Przeklęte oko proroka jako Urbanek, syn Heliasza
- 1983: Akademia pana Kleksa jako szpak Mateusz/książę Mateusz
- 1982: Oko proroka jako Urbanek, syn Heliasza
- 1982: Niech Cię odleci Mara jako mały Witek
- 1982: Na tropach Bartka jako Grześ
- 1981: Mężczyzna niepotrzebny! jako Piotrek, syn Heleny
- 1981: Czerwone węże jako Adam Stańczak
- 1980: Jeśli serce masz bijące jako Henio Adamski
- 1979: ...Cóżeś ty za pani...
- 1979: Zielone lata jako Gunter, chłopiec ze szkoły „uczący” czytać Wojtka, później członek Hitler-Jugend
- 1978: Zmory jako Stukło w dzieciństwie

### Filmy TV
- 1993: To musisz być ty

### Seriale TV
- 1997: Klan jako Igor Sowa, szef Agnieszki Lubicz w Agencji Reklamowej „JBD”
- 1994: Zespół adwokacki jako Robert Majchrzak, mieszkaniec Michałowa
- 1994–95: Fitness Club jako Rafał, syn kosmetyczki Grażyny, uczeń Janusza Góralczyka
- 1993: Zespół adwokacki jako Robert Majchrzak, mieszkaniec Michałowa
- 1988: Crimen jako Gedeon, wychowanek starego Błudnickiego
- 1985: Oko proroka czyli Hanusz Bystry i jego przygody jako Urbanek, syn Heliasza
- 1981: Jan Serce jako Stasio „Sowa”, syn Danuty
- 1980: Kłusownik jako Grześ
- 1979: Gazda z Diabelnej jako chłopiec

### Teatr
- 1983: Kompot (musical) jako Budyń
- 1983: Ścisły nadzór jako Maurice
- 1985: Ścisły Nadzór (Teatr Telewizji) jako Maurice